# Europese kampioenschappen indooratletiek 2023 – 800 meter vrouwen
De 800 meter voor vrouwen op de Europese kampioenschappen indooratletiek 2023 werden gehouden op de shorttrackbaan van  Ataköy Arena in Istanbul in Turkije. Het was de vijfendertigste keer dat dit onderdeel op het programma stond. De series vonden plaats op 2 maart, de halve finales op 4 maart en de finale op 5 maart. De Britse titelverdedigster Keely Hodgkinson won in een tijd van 1.58,66, voor de Sloveense Anita Horvat (2.00,54) en de Franse Agnès Raharolahy (2.00,85).

## Records
Voorafgaand aan het toernooi waren dit het wereldrecord, Europees record, kampioenschapsrecord en de wereld-, Europese leiding.
| Wereldrecord         | Jolanda Čeplak   | 1.55,82 | Wenen      | 3 maart 2002     |
| Europees record      | Jolanda Čeplak   | 1.55,82 | Wenen      | 3 maart 2002     |
| Kampioenschapsrecord | Jolanda Čeplak   | 1.55,82 | Wenen      | 3 maart 2002     |
| WL                   | Keely Hodgkinson | 1.57,18 | Birmingham | 25 februari 2023 |
| EL                   | Keely Hodgkinson | 1.57,18 | Birmingham | 25 februari 2023 |

## Resultaten

### Series
De eerste twee van elke serie kwalificeerden zich direct voor de halve finales. Van de overgebleven atleten kwalificeerden de twee tijdsnelsten zich ook voor de halve finales.

#### Serie 1
| Rang | Atleet           | Land                | Tijd    | Bijz. |
| ---- | ---------------- | ------------------- | ------- | ----- |
| 1    | Isabelle Boffey  | Verenigd Koninkrijk | 2.03,24 | Q     |
| 2    | Bianka Kéri      | Hongarije           | 2.03,26 | Q     |
| 3    | Annemarie Nissen | Denemarken          | 2.03,70 | PB    |
| 4    | Charlotte Pizzo  | Frankrijk           | 2.04,89 |       |
| 5    | Jerneja Smonkar  | Slovenië            | 2.06,94 |       |

#### Serie 2
| Rang | Atleet                 | Land        | Tijd    | Bijz. |
| ---- | ---------------------- | ----------- | ------- | ----- |
| 1    | Anita Horvat           | Slovenië    | 2.03,06 | Q     |
| 2    | Gabriela Gajanová      | Slowakije   | 2.03,25 | Q     |
| 3    | Lore Hoffmann          | Zwitserland | 2.03,34 | q     |
| 4    | Daniela García         | Roemenië    | 2.04,20 |       |
| 5    | Cristina Daniela Balan | Spanje      | 2.08,92 |       |
| 6    | Malin Ingeborg Nyfors  | Noorwegen   | 2.14,93 |       |

#### Serie 3
| Rang | Atleet              | Land                | Tijd    | Bijz. |
| ---- | ------------------- | ------------------- | ------- | ----- |
| 1    | Keely Hodgkinson    | Verenigd Koninkrijk | 2.01,67 | Q     |
| 2    | Majtie Kolberg      | Duitsland           | 2.01,94 | Q, PB |
| 3    | Eloisa Coiro        | Italië              | 2.02,19 | q     |
| 4    | Hedda Hynne         | Noorwegen           | 2.03,34 | SB    |
| 5    | Valentina Rosamilia | Zwitserland         | 2.04,14 |       |

#### Serie 4
| Rang | Atleet              | Land        | Tijd    | Bijz. |
| ---- | ------------------- | ----------- | ------- | ----- |
| 1    | Audrey Werro        | Zwitserland | 2.05,60 | Q     |
| 2    | Léna Kandissounon   | Frankrijk   | 2.05,80 | Q     |
| 3    | Margarita Koczanowa | Polen       | 2.06,00 |       |
| 4    | Wilma Nielsen       | Zweden      | 2.06,79 |       |
| 5    | Patrícia Silva      | Portugal    | 2.07,58 |       |
| 6    | Tuğba Toptaş        | Turkije     | 2.08,14 |       |

#### Serie 5
| Rang | Atleet           | Land      | Tijd    | Bijz. |
| ---- | ---------------- | --------- | ------- | ----- |
| 1    | Agnès Raharolahy | Frankrijk | 2.04,56 | Q     |
| 2    | Lorea Ibarzabal  | Spanje    | 2.04,63 | Q     |
| 3    | Elena Bellò      | Italië    | 2.05,06 |       |
| 4    | Veronika Sadek   | Slovenië  | 2.05,32 |       |
| 5    | Angelika Sarna   | Polen     | 2.05,50 |       |
| 6    | Julia Nielsen    | Zweden    | 2.06,33 |       |

### Halve finales
De eerste twee van elke halve finale kwalificeerden zich direct voor de finale. Van de overgebleven atleten kwalificeerden de twee tijdsnelsten zich ook voor de finale.

#### Halve finale 1
| Rang | Atleet            | Land                | Tijd    | Bijz. |
| ---- | ----------------- | ------------------- | ------- | ----- |
| 1    | Keely Hodgkinson  | Verenigd Koninkrijk | 2.00,05 | Q     |
| 2    | Audrey Werro      | Zwitserland         | 2.01,19 | Q     |
| 3    | Lorea Ibarzabal   | Spanje              | 2.01,25 | Q     |
| 4    | Agnès Raharolahy  | Frankrijk           | 2.01,31 | q     |
| 5    | Majtie Kolberg    | Duitsland           | 2.01,49 | q, PB |
| 6    | Gabriela Gajanová | Slowakije           | 2.01,70 | NR    |

#### Halve finale 2
| Rang | Atleet            | Land                | Tijd    | Bijz. |
| ---- | ----------------- | ------------------- | ------- | ----- |
| 1    | Anita Horvat      | Slovenië            | 2.03,11 | Q     |
| 2    | Lore Hoffmann     | Zwitserland         | 2.03,19 | Q     |
| 3    | Eloisa Coiro      | Italië              | 2.03,31 | Q     |
| 4    | Bianka Kéri       | Hongarije           | 2.03,36 |       |
| 5    | Léna Kandissounon | Frankrijk           | 2.03,58 |       |
| 6    | Isabelle Boffey   | Verenigd Koninkrijk | 2.03,94 |       |

### Finale
| Rang   | Atleet           | Land                | Tijd    | Bijz. |
| ------ | ---------------- | ------------------- | ------- | ----- |
| Goud   | Keely Hodgkinson | Verenigd Koninkrijk | 1.58,66 |       |
| Zilver | Anita Horvat     | Slovenië            | 2.00,54 |       |
| Brons  | Agnès Raharolahy | Frankrijk           | 2.00,85 |       |
| 4      | Lorea Ibarzabal  | Spanje              | 2.00,87 | PB    |
| 5      | Audrey Werro     | Zwitserland         | 2.00,91 |       |
| 6      | Lore Hoffmann    | Zwitserland         | 2.01,22 | PB    |
| 7      | Eloisa Coiro     | Italië              | 2.02,80 |       |
| 8      | Majtie Kolberg   | Duitsland           | 2.03,65 |       |